# منطقه ۴۱۴
منطقه ۴۱۴ (به انگلیسی: Zone 414) فیلمی محصول سال ۲۰۲۱ و به کارگردانی اندرو بیرد است. در این فیلم بازیگرانی همچون گای پیرس، ماتیلدا لوتز، جاناتان آریس، تراویس فیمل، یوهانس هویکور یوهانسون، کالین سالمون و آنتونیا کمپبل-هیوز ایفای نقش کرده‌اند.